# 卓君佳
卓君佳（？—），女，景颇族，中华人民共和国政治人物。现任德宏傣族景颇族自治州人大法制和监察司法委员会副主任委员。第十四届全国政协委员。